# محمد لحرش
محمد لحرش (من مواليد 1938) هو حكم كرة قدم مغربي سابق، مارس في سنوات السبعينات والثمانينات، أخد الشارة الدولية سنة 1977.

## مسيرته
أدار عدد من المباريات في مجموعة من المنافسات:
- كأس العالم لكرة القدم تحت 20 سنة 1977 ( مباراة واحدة)
- كأس العرش 1979-1980 (النهائي)
- كأس الأمم الأفريقية لكرة القدم 1982 (مباراة واحدة)
- كأس العالم لكرة القدم تحت 20 سنة 1983 (مباراة واحدة)
- كأس الأمم الأفريقية لكرة القدم 1984 (مبارتين)